# Krüßing
Als Krüßing wird im Ort Freckenhorst in Westfalen das Fest der Kreuzauffindung bezeichnet, das jährlich am 3. Mai oder an dem direkt darauffolgenden Sonntag gefeiert wird.

## Geschichte
Die Entstehung des Freckenhorster Krüßingsfestes geht auf die Wiederauffindung des sogenannten Freckenhorster Kreuzes zurück. Im Kirchenjahr fällt es jedoch mit dem Fest Kreuzauffindung (3. Mai) zusammen, bei dem die Auffindung des Kreuzes Christi gefeiert wird.
Die Legende berichtet folgendes über das Freckenhorster Kreuz:

Freckenhorster Kreuz

Eine fromme Äbtissin des 856 gegründeten Freckenhorster Damenstifts betete Tag und Nacht zu Gott, er möge ihr eine Reliquie zukommen lassen, wodurch der Bestand des Klosters für immer gesichert sei. Als sie eines Tages innig betete, fiel plötzlich ein herrliches Kreuz vom Gewölbe der Kirche auf den Boden herab. Kurz darauf ließ sich die Äbtissin jedoch von ihrem Bruder, der über unglückliche Fehden und den Verlust seiner Besitztümer klagte, überreden, ihm das Kreuz als Glücksbringer für kurze Zeit mit in den Kampf zu geben.
Daraufhin hatte der Edelmann großes Glück in allem, was er unternahm. Später löste er auch sein Versprechen ein und gab das Kreuz zurück, ärgerte sich aber sofort so sehr über den Verlust, dass er es umgehend wieder in seinen Besitz brachte. Schließlich brachte er es in eine Kirche nach Livland (heutiges Estland und Lettland), wo er es zur Verehrung aufstellen ließ. Eines Tages drangen während einer Heiligen Messe Feinde in die Stadt, woraufhin die Menschen flohen und der Priester das Kreuz auf dem Altar zurückließ. Ein Mann namens Legwick erhielt von Gott die Weisung, das Kreuz zu holen und in ein Kloster nach Freckenhorst zu bringen. Trotz einiger Schwierigkeiten gelang es Legwick schließlich, das Kreuz zurück zum Freckenhorster Kloster zu bringen.
Die Analyse historischer Dokumente des Stiftsarchivs zeigte, dass nach der Zeit von Äbtissin Kunigundis von der Lippe (1219) eine starke Zunahme der Kreuzverehrung in Freckenhorst zu verzeichnen ist. Wann genau das Kreuz nach Freckenhorst (zurück-)kam und ob und wann es vorher von dort verschwunden war, kann historisch nicht nachvollzogen werden. Interessant ist jedoch, dass sich die charakteristische Form des Freckenhorster Kreuzes bereits in den Bildhauarbeiten des 1129 geschaffenen romanischen Taufsteines der Stiftskirche findet.
Das Originalkreuz ging zwischen 1556 und 1609 verloren. Heute existiert in Freckenhorst eine Nachbildung des Originals.

## Neuzeitliche Bedeutung
In heutiger Zeit ist Krüßing ein überregional bekanntes Heimatfest in Freckenhorst.
Höhepunkt aus kirchlicher Sicht ist eine Prozession durch die festlich geschmückte Innenstadt und ein anschließendes Festhochamt (Orchestermesse). Krüßing wird jährlich am 3. Mai bzw. an dem direkt darauffolgenden Sonntag gefeiert.